# La Buitrera (Río Negro)

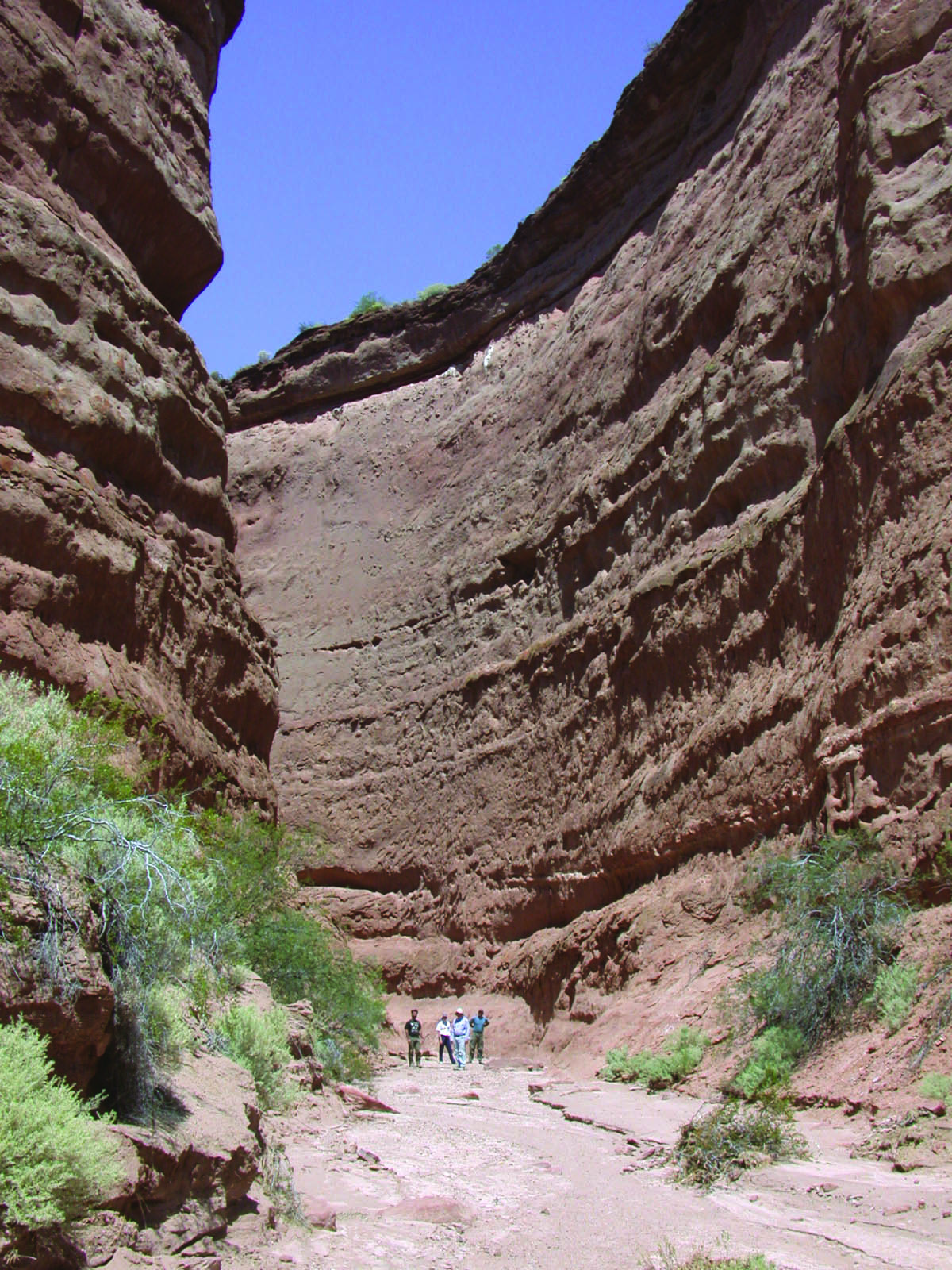
Los paredones de La Buitrera están formados por dunas eólicas del techo de la Formación Candeleros, base del Cretácico superior de la cuenca Neuquina.

La Buitrera es una localidad fosilífera argentina dentro del Área Paleontológica La Buitrera, donde afloran la Formación Candeleros (99,6-97 millones de años) y la Formación Huincul (97-93,5 millones de años). 
Se halla sobre la ladera noroccidental de la Planicie de Rentería, hacia el valle del Limay, es decir, hacia el embalse Ezequiel Ramos Mexía, y a unos 30 kilómetros al noroeste del pueblo de Cerro Policía. Tanto el pueblo como La Buitrera están en el territorio del departamento de El Cuy, que forma parte de la provincia de Río Negro (Argentina). 
El yacimiento fue descubierto en 1999 por el paleontólogo argentino Sebastián Apesteguía y su equipo. 

## Origen de la formación
En el Cretácico, el viento y también ríos estacionales que tras las lluvias recorrían una vez al año esa parte de Sudamérica durante los inicios del Cretácico Superior, hace unos 92-95 millones de años, dejaban capa tras capa de arenas rojizas en un valle entre el Neuquén y Río Negro. En La Buitrera, los sedimentos se depositaban en una subcuenca interior conocida como Subcuenca de Picún Leufú, y allí formaban un vasto barreal ubicado aproximadamente donde se halla hoy el embalse. Allí se desarrollaba el antiguo desierto de Kokorkom, de unos 826 km². Unos pocos millones de años después tuvo lugar una erupción volcánica. Debido a la gran distancia, sólo llegaron a la zona las densas nubes de cenizas, que se acumularon formando capas de varios metros de espesor. Con la compactación de los años, la enorme capa de cenizas se redujo a unos dos metros, que forman un ancho cinturón blanco en la parte alta del cañón, en los primeros metros de depósito de la Formación Huincul. Esa erupción formaba parte de una enorme serie de sucesos que culminarían con la elevación de la cordillera de los Andes, al deslizarse la placa situada bajo el océano Pacífico por debajo de la situada bajo el continente sudamericano. La datación de esta roca formada por las cenizas compactadas dio como resultado una edad de 88 millones de años, pero puede ser ésta una edad algo posterior a la de su formación.

## Singularidad de la formación
Al morir un dinosaurio de gran tamaño, sus restos permanecerían visibles por mucho tiempo, expuestos a los predadores y a la desarticulación por agentes exógenos. Sin embargo, al morir un animal pequeño, su destino queda sujeto a la pericia de los carroñeros, con su sensible olfato y sus adaptaciones destructoras de huesos, que pueden reducir a la nada un esqueleto pequeño. En La Buitrera, las finas arenas que arrastraba el gran río que por allí corría taparon rápidamente a los animales pequeños, probablemente durante una crecida repentina, pero no a los animales de más de dos metros de largo. Así, en general sólo fueron preservados adecuadamente los restos de pequeños vertebrados que vivían en la zona y murieron allí, mientras que los restos de grandes dinosaurios son más bien escasos.
De este modo, “La Buitrera” nos brinda la rarísima oportunidad de contemplar los componentes faunísticos de tamaño mediano presentes en la Patagonia del Cretácico Superior, más bien conocida por sus gigantes. La continuidad de trabajo en el yacimiento queda implícita en los nuevos descubrimientos que ocurren año a año, como los restos de pterosaurios hallados en el 2005, que se hallan ahora en preparación. 

## Fósiles presentes
Las arenas depositadas, luego endurecidas, compactadas y petrificadas, se conocerían como Formación Candeleros, que en La Buitrera porta restos fósiles que son poco comunes en otras regiones.
Así, mientras en otros lugares se hallan grandes dinosaurios, en los alrededores de Cerro Policía se hallan restos fósiles de animales de tamaños pequeños y medianos: cocodrilos omnívoros y otros herbívoros con hocico de zorro (Araripesuchus buitreraensis), dinosaurios carnívoros dromeosáuridos, del grupo de los velocirraptores, pero de una variedad local conocidos como unenlaginos (Buitreraptor gonzalezorum) y otros como Alnashetri cerropoliciensis, mamíferos driolestoideos de hocico largo (Cronopio dentiacutus), esfenodontes herbívoros (Priosphenodon avelasi) y serpientes con patas (Najash rionegrina). También se hallan restos de peces pulmonados o dipnoos (Ceratodus argentinus) y de tortugas de agua dulce como Prochelidella buitreraensis. De estas últimas, no solo se encuentran huesos sino también coprolitos (heces petrificadas). Gracias a esto se pudo inferir que se alimentaban de peces, como sus parientes actuales del grupo de los quélidos, tortugas de agua dulce.
La fauna de “La Buitrera” nos permite dar un rápido vistazo de algo poco conocido: los animales que vivían a la sombra de los dinosaurios. Allí, los restos de vertebrados son preservados tridimensionalmente y semiarticulados. También aparecieron restos fragmentarios de terópodos de la familia de los carcarodontosáuridos y de la de los abelisauroideos, y de saurópodos de la familia de los rebaquisáuridos y de la de los titanosauriformes. 
Los fósiles se hallan bien preservados y con un grado de desarticulación leve, con evidencias de exposición aérea somera y asociados a paleosuelos. También se ha hallado una abundante icnofauna que incluye huesos roídos o masticados.
El nivel inferior, de sedimentos más finos, contiene restos de tortugas dulceacuícolas. El nivel superior contiene restos abundantes pero desarticulados de dinosaurios, y placas de peces dipnoos (las más antiguas registradas en Argentina). 
Los vertebrados de La Buitrera vivieron en un momento muy particular de la historia de los dinosaurios: en lo que se conoce informalmente como “Cretácico medio” o “La Edad de los Gigantes”. En ese momento, existían en la Patagonia varios linajes de saurópodos de largos cuellos, mientras que en América del Norte y en Europa se habían extinguido esos animales. 

#### Dinosaurios
Entre los dinosaurios carnívoros o terópodos, había varios linajes, como los carcarodontosáuridos (por ejemplo Giganotosaurus), que constituían los grandes depredadores por excelencia, con unos 12-13 metros de largo, mientras que los abelisauroideos (como Carnotaurus), que llegarían a ser los carnívoros más importantes de fines del Cretácico, aún ocupaban un lugar secundario. En La Buitrera estos grandes dinosaurios solo han aparecido en forma muy fragmentaria. Por otro lado, los maniraptores, que eran carnívoros de tamaños medianos y pequeños, comenzaban a hacerse abundantes, incluyendo varios linajes, entre ellos los dromeosáuridos, probablemente distribuidos en el hemisferio sur desde el Jurásico. El más conocido es el Unenlagiinae Buitreraptor gonzalezorum pero también Alnashetri cerropoliciensis, un temprano Alvarezsauridae y uno de los dinosaurios más pequeños del mundo. Muchos de ellos presentaban plumas y otras características en común con las aves, a las que son próximos filogenéticamente.

#### Cocodrilos
Los cocodrilos sudamericanos incluyen varios linajes primitivos conocidos como mesoeucocodrilos. Entre ellos se encuentran éstos: los notosuquios, de aspecto perruno, y los araripesuquios, de aspecto zorruno; y también los peirosáuridos, grandes cazadores de colmillos aserrados. En La Buitrera han aparecido hasta ahora varios tipos de cocodrilos, en especial araripesuquios de la especie Araripesuchus buitreraensis, con sólo dos hileras de escudos y con largas patas con las que podían desplazarse velozmente. Han aparecido formas juveniles y adultas en cantidad.

#### Esfenodontes
Los esfenodontes eilenodontinos, como Priosphenodon avelasi, son los reptiles más abundantes en La Buitrera. Restos de más de 300 ejemplares atestiguan una abundancia inusitada o una concentración de esqueletos por procesos naturales. Su presencia en el Cretácico Superior de Patagonia extendió la supervivencia considerada de los eilenodontinos, hasta entonces sólo conocidos del Jurásico Superior y del Cretácico Inferior de América del Norte. Por otro lado, pequeños esfenodontinos carnívoros como Tika giacchinoi ejemplifican la diversidad del grupo.

#### Serpientes
Las serpientes de La Buitrera son un capítulo aparte. Su cráneo, así como su cadera y las robustas patas posteriores las sitúan en una posición mucho más basal que las otras serpientes fósiles conocidas. Si bien durante las últimas décadas se ha considerado a las serpientes fósiles portadoras de miembros posteriores como evidencia irrefutable de primitivismo y posición basal en el linaje, la presencia de miembros vestigiales en serpientes actuales y en casi todas las fósiles indica que no debería tenerse muy en cuenta ese carácter. Los numerosos hallazgos de serpientes marinas con miembros posteriores en el Norte de África, en Israel y en Europa Oriental han llevado a los investigadores “marinistas” a considerarlas como serpientes basales, probadoras de un origen marino para el grupo. Para los “terrestristas”, en cambio, las serpientes se habrían originado a partir de un lagarto ápodo excavador relacionado con los gecotos dibámidos y con las anfisbenas. Sin embargo, esta hipótesis no poseía buenos fósiles para ser sustentada. El hallazgo en La Buitrera de Najash rionegrina, una serpiente fósil con sacro, pelvis y miembros posteriores robustos y funcionales ubicados fuera de la cavidad torácica, proveniente de un ambiente netamente terrestre, aportan un interesante giro al viejo debate. De hecho, la región occipital del cráneo expandida transversalmente, una amplia base estapedial y arcos neurales bajos sugieren hábitos subterráneos. A la vez, el análisis filogenético de Najash rionegrina muestra su posición filogenética como basal de todas las serpientes conocidas, incluidas las fosoriales escolecofidias, y una confirmación de las serpientes marinas paquiófidas o simoliófidas como una primera radiación de las serpientes macrostomadas.

#### Tortugas
Las tortugas que habitaban las aguas más tranquilas y los pequeños lagos de La Buitrera son quélidas del grupo al que pertenece la actual Acanthochelys, tortugas acuáticas que habitan hoy cursos fluviales y lagos y se alimentan de peces. La especie nominada es Prochelidella buitreraensis. 

#### Mamíferos
Se han hallado mamíferos del grupo de los driolestoideos de dieta insectívora y hocico largo (Cronopio dentiacutus).

#### Peces
Los únicos peces hallados allí son los dipnoos, peces pulmonados de agua dulce del grupo de los Ceratodontiformes, con aletas anchas y un solo pulmón, que sólo nos han dejado placas dentarias como testimonio de su existencia.